# ヴァイオリンソナタ第2番 (サン＝サーンス)
ヴァイオリンソナタ第2番 変ホ長調 作品102は、カミーユ・サン＝サーンスが作曲した2番目のヴァイオリンソナタである。

## 概要
サン＝サーンスの友人であるレオン＝アレクサンドル・カレンバ (Léon-Alexandre Carembat) 夫妻から委嘱を受けて、1896年に作曲された。初演は同年にサル・プレイエルでのサン＝サーンスの楽壇デビュー50周年記念コンサートにおいて、サン＝サーンス自身のピアノ、パブロ・デ・サラサーテのヴァイオリンで行われた（なお、同じ演奏会においてピアノ協奏曲第5番も初演された）。作品は同年に出版され、夫妻に献呈された。
現在はヴァイオリンソナタ第1番の影に隠れ、演奏されることはほとんどない。ロマンティックな感情が濃い第1番に比べ、明るい響きが支配的で、古典的な均整が際立っている。

## 構成
4楽章で構成され、演奏時間は約22分。
第1楽章 ポコ・アレグロ・ピウ・トスト・モデラート
変ホ長調、4分の4拍子。ソナタ形式。悠然とした足取りの第1主題と、下降音階を基にした変ロ長調の第2主題はともにヴァイオリンで提示される。表現は常に明快だが、頻繁な転調、豊富な非和声音、込み入った対位法、緻密な動機労作など、意欲的な書法が随所に見られる。
第2楽章 スケルツォ、ヴィヴァーチェ - メノ・モッソ
変ホ長調、3分の4拍子。三部形式。軽快なスケルツォ。トリオには三声のカノン（七度間隔）が導入されている。
第3楽章 アンダンテ - アレグロ・スケルツァンド・マ・ベン・モデラート
ロ長調、4分の4拍子。三部形式。「tranquillo」と指示されたピアノの上行音階に乗せて、息の長い旋律が歌われる。中間部はスタッカートとトリルが特徴的なスケルツォとなり、ここでも対位法的な書法が見られる。
第4楽章 アレグロ・グラツィオーソ、ノン・プレスト - メノ・モッソ、ベン・モデラート
変ホ長調、2分の4拍子。ロンド形式。単純な動きで始まり、次第に速いパッセージが増えていく主要主題と、音楽の流れを中断して提示される副主題（ニ長調、3/4拍子）とが交互に奏されるロンド。第1楽章と同様に多彩な転調によって展開し、華やかなコーダによって終結する。